# تايغا إيشيأرا
تايغا إيشيأرا (باليابانية: 石浦 大雅) (مواليد 22 نوفمبر 2001) هو لاعب كرة قدم ياباني.

## وصلات خارجية
- تايغا إيشيأرا على موقع رابطة كرة القدم اليابانية للمحترفين (اليابانية)
- تايغا إيشيأرا على موقع قاعدة بيانات كرة القدم.إي يو (الإنجليزية)
- تايغا إيشيأرا على موقع Soccerway.com (الإنجليزية)
- تايغا إيشيأرا على موقع عالم كرة القدم.نت (الإنجليزية)